# Hartland Bridge
Hartland Bridge – najdłuższy na świecie most kryty, znajdujący się w Nowym Brunszwiku, w Kanadzie. Jego długość wynosi 391 metrów (1283 stóp). Rozciąga się on nad rzeką Saint John, łącząc
Hartland z wioską Somerville w Nowum Brunszwiku w Kanadzie. Skonstruowany jest z sześciu małych mostów kratowych typu „Truss”.

## Historia

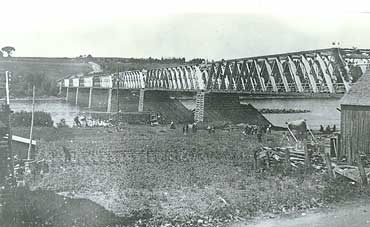
Otwarcie mostu w Hartland 4 lipca 1901.

Przed powstaniem tego mostu jedyną drogą przez rzekę Saint John był prom. Plany specyfikacji jego powstania datuje się na 1898 rok. Został on wybudowany w 1901 roku przez „Hartland Bridge Company”. Pierwszą osobą która go przekroczyła był doktor Estey 13 maja 1901 roku, był to konstruktor odpowiedzialny za jego bezpieczeństwo. Oficjalnie został on otwarty 4 lipca. Pierwotnie nie był on mostem krytym.
W 1907 roku doszło do pożaru w którym część jego struktury uległa uszkodzeniu.
6 kwietnia 1920 roku dwa przęsła zawaliły się pod wpływem spływającego rzeką lodu. Most powtórnie otworzono w 1922 roku. Podczas rekonstrukcji mimo sprzeciwu części lokalnej ludności most zadaszono i dodatkowo drewniane przęsła zastąpiono betonowymi.
W 1945 roku dodano ścieżkę dla pieszych.
W 1966 roku wandale próbowali go podpalić.
Most został w 1980 roku zaliczony do Historycznych miejsc Kanady (ang. National Historic Sites of Canada, NHSC), a w 1999 roku do Historycznych miejsc prowincji.